# Екатериновка (Курский район)
Екатериновка — деревня в Курском районе Курской области России. Входит в состав Новопоселеновского сельсовета.

## География
Деревня находится в центральной части Курской области, в пределах южной части Среднерусской возвышенности, в лесостепной зоне, к югу от автодороги 38К-010, на расстоянии примерно 9 километров (по прямой) к юго-западу от города Курска, административного центра района и области. Абсолютная высота — 234 метра над уровнем моря.

### Климат
Климат характеризуется как умеренно континентальный, с относительно жарким летом и умеренно холодной зимой. Среднегодовая температура воздуха — 5,5 °С. Средняя температура воздуха самого тёплого месяца (июля) — 18,7 °C (абсолютный максимум — 37 °С); самого холодного (января) — −9,3 °C (абсолютный минимум — −35 °С). Безморозный период длится около 152 дней. Среднегодовое количество атмосферных осадков составляет 587 мм, из которых 375 мм выпадает в период с апреля по октябрь. Снежный покров образуется в первой декаде декабря и держится в среднем 125 дней.

### Часовой пояс
Деревня Екатериновка, как и вся Курская область, находится в часовой зоне МСК (московское время). Смещение применяемого времени относительно UTC составляет +3:00.

## Население
| 2002 | 2010 |
| ---- | ---- |
| 105  | ↗124 |

### Половой состав
По данным Всероссийской переписи населения 2010 года в половой структуре населения мужчины составляли 47,6 %, женщины — соответственно 52,4 %.

### Национальный состав
Согласно результатам переписи 2002 года, в национальной структуре населения русские составляли 96 %.

## Инфраструктура
Личное подсобное хозяйство. В деревне 44 дома.

## Транспорт
Екатериновка находится в 1 км от автодороги федерального значения М2 «Крым» (часть европейского маршрута E 105), в 0,5 км от автодороги регионального значения 38К-010 (М-2 «Крым» — Иванино, часть европейского маршрута E 38), на автодорогe межмуниципального значения 38Н-208 («Крым» – Екатериновка), в 8 км от ближайшего ж/д разъезда и остановочного пункта 454 км (линия Льгов I — Курск).
В 108 км от аэропорта имени В. Г. Шухова (недалеко от Белгорода).